# Cladocarpus cartieri
Cladocarpus cartieri är en nässeldjursart som beskrevs av Bedot 1921. Cladocarpus cartieri ingår i släktet Cladocarpus och familjen Aglaopheniidae. Inga underarter finns listade i Catalogue of Life.